# Роланд Берріс
Роланд Воллес Берріс (англ. Roland Wallace Burris; нар. 3 серпня 1937, Централіа, Іллінойс) — американський юрист і політик-демократ. Він був сенатором США від штату Іллінойс з січня 2009 по листопад 2010.
У 1959 році він отримав ступінь бакалавра політології у Південному університеті Іллінойсу у Карбондейлі, продовжив навчання у Говардському університеті у Вашингтон, де отримав у 1963 році ступінь доктора права. Берріс працював у сфері бухгалтерського обліку та банківської діяльності в Іллінойсі, серед іншого, з 1978 по 1990 рік обіймав посаду фінансового інспектора штату Іллінойс. У 1984 році він намагався стати кандидатом Демократичної партії на виборах до Сенату США. З 1991 по 1995 він працював генеральним прокурором Іллінойсу. У 1994, 1998 і 2002 роках він також намагався стати кандидатом демократів на посаду губернатора.